# Schul- und Kaplanhaus Baad
Das Schul- und Kaplanhaus Baad ist ein denkmalgeschütztes Gebäude im österreichischen Kleinwalsertal.

## Geschichte
Das Schul- und Kaplanhaus wurde 1714 erbaut. Ab 1770 fand dort Unterricht durch einen Geistlichen statt. 1814 wurde ein Schulzimmer im hinteren Teil des Gebäudes angebaut. 1836 wurde ein neues Klassenzimmer errichtet.

### Trivia
Seit 1879 ist die Kaplanstelle unbesetzt. 1968 erfolgte die Schließung der Volksschule (eine Klasse mit 16 Schülern) des Lehrers  Wilfried Dörler.
1830 starb Jodok Heim mit 79 Jahren als allseits beliebter Seelsorger in Baad. Er ist bis dato der einzige Walser, der alle sieben heiligen Sakramente erhalten hat.

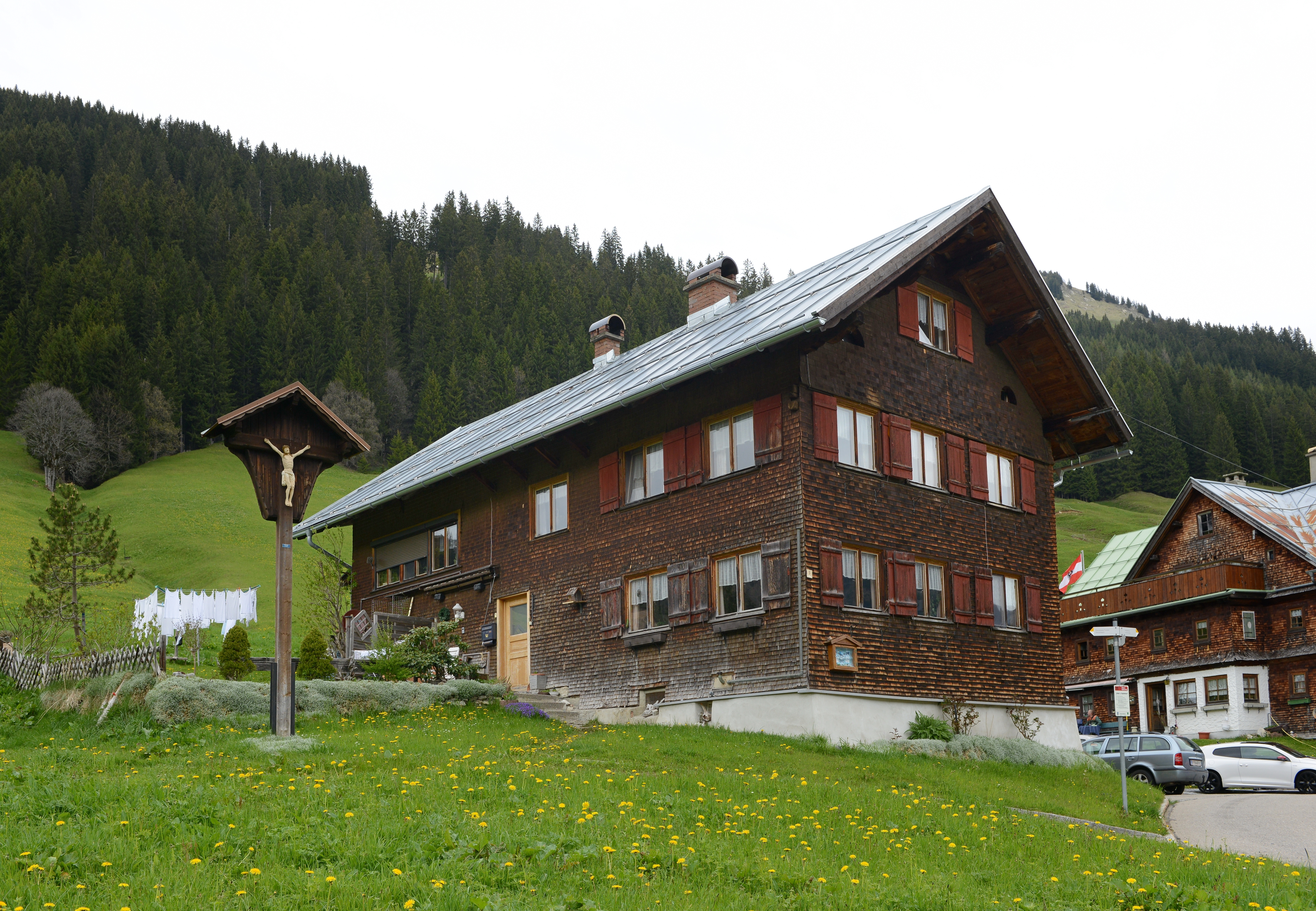
Das denkmalgeschützte Gebäude in Baad
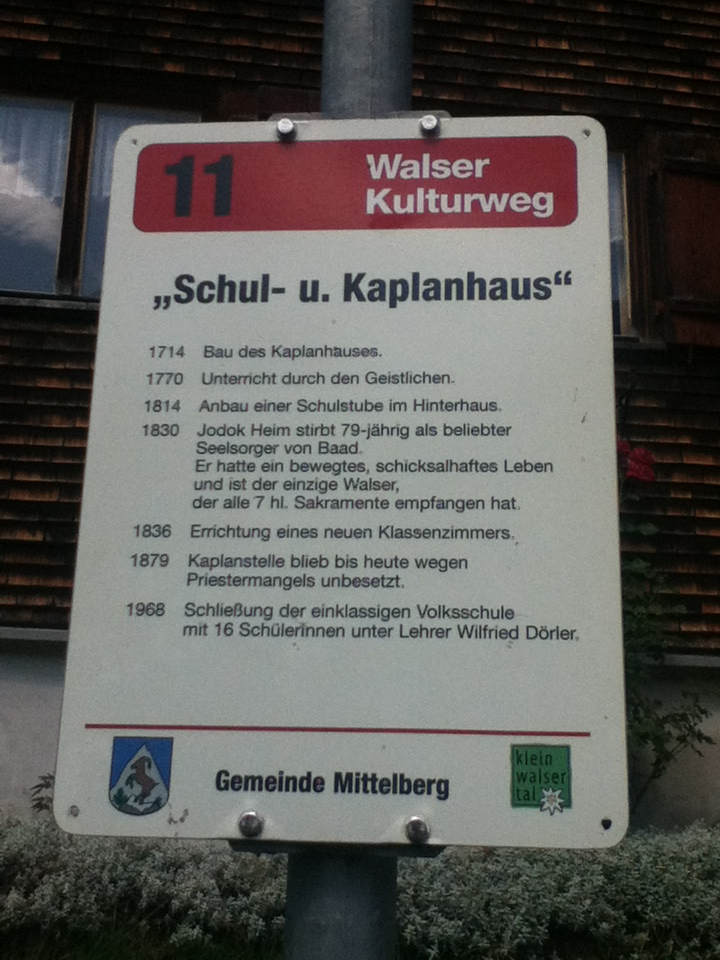
Geschichte des Schul- und Kaplanhauses